# Do You Know What You Have?
"Do You Know What You Have?" är en låt framförd av den amerikanska artisten Brandy Norwood, inspelad till hennes sjätte studioalbum Two Eleven (2012). Den skrevs av Brandy, Sean Garrett, Breyon Prescott och Pierre Slaughter. Musiken skapades av producenterna Mike WiLL Made It och P-Nasty. Låten var en av Brandys och Sean Garretts första samarbeten på albumet. Den mottog övervägande positiva reaktioner från musikrecensenter som lyfte fram kompositionen som en av de bästa på skivan. I samband med utgivningen av Two Eleven noterades "Do You Know What You Have?" på plats 61 på Billboards radiolista Hot R&B/Hip-Hop Airplay.
Vid en röstning på Brandys officiella Facebook-konto valde sångarens fans och supporters ut "Do You Know What You Have?" till den tredje singeln från Two Eleven. När flera månader passerat och artistens skivbolag ännu inte gett ut låten startades en namninsamling för att få den utgiven som singel. Trots 800 underskrifter kommenterade inte Brandys skivbolag situationen och utgivningen av "Do You Know What You Have?" uteblev. 

## Inspelning och komposition
"Do You Know What You Have?" är en slow jam som pågår i tre minuter och nitton sekunder. Den skrevs av Sean Garrett, Brandy Norwood, Breyon Prescott, Pierre Slaughter och Mike L. Williams. Musiken skapades av Mike WiLL Made It som tidigare skapat låtar åt rappare som 2 Chainz, Meek Mill och Rick Ross. Låten spelades in vid Westlake Recording Studios i Los Angeles, Kalifornien och vid Hit Factory Criteria i Miami, Florida. Brandy träffade Garrett år 2006 när hon spelade in musik till Diddys album Press Play där Garrett arbetade som sångproducent. Flera år senare tog Garrett kontakt med henne och duon inledde ett samarbete till inför Brandys Two Eleven. "Do Ypu Know What You Have?" var ett av deras första samarbeten till projektet.
| ”                         | Jag gav honom aldrig mitt nummer så jag vet inte hur han fick tag på det. Han sa: 'Vi måste jobba. Jag har hits åt dig'." | „ |
| – Brandy om Sean Garrett. | |   |

I en intervju sa Brandy: "Vad jag älskar hos Sean är att han var öppen för min kreativitet. Trots att han är så framgångsrik och har så mycket talang kändes det som om han inspirerades av mig. När man har en sån kontakt med varandra vill man imponera på varandra. Det är då låtarna blir bättre och bättre." I låten svärtar Brandy ner på sin älskare som inte besvarat hennes tillgivenhet. Kompositionen har en "rungande atmosfär". I refrängen upprepar framföraren förföriskt: "Do you know what you got here?" Låten inkluderades senare på Mike Wills mixtape Est. In 1989 Pt. 2.5 där den hade ett specialgjort intro med Brandy.

## Mottagande

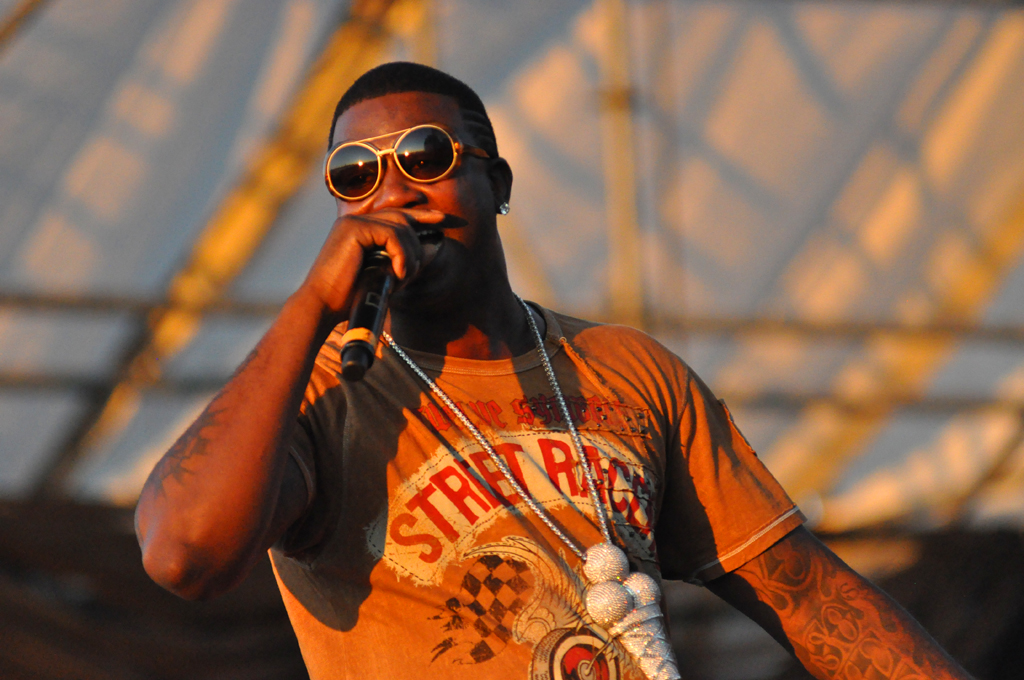
Mike WiLL Made It hade tidigare skapat låtar åt Gucci Mane (på bilden) och Meek Mill.

Andrew Hampp från Billboard kommenterade att "Mike WiLL Made It ger Brandy de grymmaste taktslagen på detta futuristiska spår där sångerskan ber hennes man att välja mellan henne och en annan kvinna." Steven J. Horowitz från Rolling Stone skrev att Mike Will gjort sig känd för sina "tuffa" hiphop-hymner men visade sin mjukare sida på "Do You Know What You Have?". Michael Gipson vid Soul Tracks skrev: "Sean Garretts urbana och radiovänliga 'Do You Know What You Have?' är lätt en av nutidens bästa samtida R&B-låtar. Den belyser Brandys outmanade förmåga att sjunga med sig själv- med stor skicklighet".
Andy Kellman från Allmusic var övervägande positiv i sin recension av Two Eleven. Han lyfte särskilt fram "Do You Know What You Have?", "Wildest Dreams", "Slower" och "Paint This House". Toya från Toya'z World var positiv till låten och skrev: "Brandy läxar upp sin man för att han inte besvarar hennes tillgivenhet på detta atmosfäriska nummer. Downtempo-kompositionen innehåller en bultande, sparsam produktion som lyfts av handklappningar och elektroniska syntar. Den har den där bilcruising-känslan och Brandy låter väldigt sexig medan hon visar sin partner var skåpet ska stå". Internetsidan The Lava Lizard var inte lika positiva till låten. De ansåg att kompositionen var "för lång" och skulle ha passat bättre som ett intro.

## Kontrovers
I en intervju i december avslöjade Brandy att hon funderade på att låta sina fans välja vilken låt som skulle ges ut som den tredje singeln från Two Eleven. En opinionsundersökning gjordes på artistens officiella Facebook-sida där följare kunde rösta på "Do You Know What You Have?", "Let Me Go" eller "Without You". Under första kvartalet av år 2013 började rykten cirkulera att sångarens skivbolag Chameleon och RCA Records inte planerade att ge ut en tredje singel från Two Eleven på grund av låg albumförsäljning och att föregående singelutgivning, "Wildest Dreams", aldrig nådde någon framgång på singellistorna. Efter Afrodisiac (2004) och Human (2008) blev Two Eleven artistens tredje albumprojekt i rad som lades ner efter endast två singelutgivningar. Upprörda supporters startade en namninsamling som uppmanade sångarens skivbolag att ge ut en singel: "Vi, fans och följare av Brandy har gått samman och önskar att Chameleon och RCA Records ger ut 'Do You Know What You Have?' som nästa singel från Two Eleven. Vi tror på Brandy och kommer att hjälpa till att marknadsföra, köpa och önska låten på våra lokala radiostationer". Trots 800 underskrifter kommenterade inte Brandys skivbolag situationen och utgivningen av "Do You Know What You Have?" uteblev.

## Medverkande
- Brandy Norwood – huvudsång, bakgrundssång, låtskrivare
- Jaycen Joshua – ljudmix
- Mike WiLL Made It – låtskrivare, producent
- Carlos King – ljudtekniker
- Trehy Harris – assisterande ljudtekniker
- Sean Garrett – låtskrivare
- Breyon Prescott – A&R, låtskrivare
- Pierre Slaughter – låtskrivare
- P Nasty – producent

## Topplistor
I samband med utgivningen av Two Eleven debuterade "Do You Know What You Have?" på Billboards radiolista Hot R&B/Hip-Hop Airplay den 25 oktober 2012.
| Lista (2012)                            | Högsta placering |
| --------------------------------------- | ---------------- |
| USA Hot R&B/Hip-Hop Airplay (Billboard) | 61               |